# Всякая всячина (телесериал)
Всякая всячина (англ. All That) — американское телешоу, созданное студией Nickelodeon и Tollin/Robbins Production в 1994 году.
Шоу помогало начинающим детям-актёрам проявлять свои таланты в разнообразных жанрах. В сериале присутствуют скетчи, смешные рекламы, научные эксперименты, интервью и многое другое.

## Актёры сериала
Всего за 10 сезонов в сериале набралось около 250 актёров, жирным шрифтом выделены участники основного состава.
- Челси Браммет
- Джек Де Сена
- Лиза Фоллс
- Алекса Вега
- Аманда Байнс (1996—2002)
- Миранда Косгров (2000—2003)
- Марго Харшман (1998—2000)
- Кайл Салливан
- Джиовонни Сэмюэлс
- Джейми Линн Спирс (2002—2004)
- Бритни Спирс (1999—2004)
- Кинан Томпсон
- Кел Митчелл (1994—1998)
- Лори Бет Денберг
- Брайан Пек
- Алиса Рейес
- Дензел Уитакер
- Ник Кэннон
- Литтл Джей-Джей
- Таран Киллэм
- Скотт Халберштадт
- Аарон Картер (1997)
- Энни Вудс
- Фентейжа Баррино (1999)
- Бонни Хеллман
- Касси Спилман
- TLC
- Джедекисс
- Нэйтан Джанак (с 2019)
- Рисс Кадделл (с 2019)
- Кейт Годфри (с 2019)
- Райан Алесси (с 2019)
- Лекс Лампкин (с 2019)
- Габриелла Неваи Гринн (с 2019)
- Чингуун Сергелен (с 2019)

## Создатели
- Брайан Роббинс — исполнительный продюсер, режиссёр, сценарист
- Майкл Толлин — исполнительный продюсер
- Таран Киллэм — продюсер, сценарист, актёр сериала
- Барбара Драго, Дэйв Кинни, Paul Klekolta, Кен Краус, Майк Лэйси, Майк Мюррэй — операторы
- Скотт Клаузен — композитор
- Дэн Шнайдер — продюсер, режиссёр

## Дочерние проекты
- Кинан и Кел — сериал режиссёра Брайана Роббинса, в главных ролях Кинан Томсон и Кел Митчел
- Дрейк и Джош — сериал Дэна Шнайдера, в главной роли Дрейк Белл и Джош Пек
- АйКарли — сериал Дэна Шнайдера, в главной роли Миранда Косгроув